# 維也納鎮區 (印地安納州斯科特縣)
維也納鎮區（英語：Vienna Township）是位於美國印地安納州斯科特縣的一個行政鎮區。

## 地方資料
根據2010年美國人口普查的數據，維也納鎮區的面積為104.80平方千米，當中陸地面積為103.80平方千米，而水域面積為1.00平方千米。當地共有人口10008人，而人口密度為每平方千米95.5人。